# Иманов, Капар
Капа́р Има́нов (кирг. Капар Иманов; 1920, Бейшеке, Туркестанская АССР — 1995, Бейшеке, Чуйская область) — киргизский коммунистический деятель, организатор сельскохозяйственного производства, первый секретарь Кантского и Аламудунского райкомов Компартии Киргизии, Киргизская ССР. Герой Социалистического Труда (1957). Депутат Верховного Совета Киргизской ССР.

## Биография
Родился в 1920 году в крестьянской семье в селе Бейшеке.
В 1941 году окончил педагогический институт в Пржевальске. С 1946 по 1969 года — первый секретарь Кантского райкома Компартии Киргизии.
Во время его руководства Кантский район занял передовые позиции по сельскохозяйственному производству во Фрунзенской области. Указом Президиума Верховного Совета СССР от 15 февраля 1957 года за выдающиеся успехи, достигнутые в деле увеличения производства сахарной свеклы, хлопка и продуктов животноводства, широкое применение достижений науки и передового опыта в возделывании хлопчатника, сахарной свеклы и получение высоких и устойчивых урожаев этих культур удостоен звания Героя Социалистического Труда с вручением ордена Ленина и золотой медали «Серп и Молот».
С 1969 по 1973 года — первый секретарь Аламудунского райкома Компартии Киргизии.
Избирался делегатом XXII съезда КПСС и депутатом Верховного Совета Киргизской ССР (1955—1967).
После выхода на пенсию проживал в родном селе, где скончался в 1995 году.